# Charles Caryl Coleman
Pour les articles homonymes, voir Coleman.
Charles Caryl Coleman (né le 25 avril 1840, à Buffalo et mort le 3 décembre 1928 à Capri) est un peintre américain.

## Biographie
Né et élevé à Buffalo, Coleman étudie auprès de William Holbrook Beard et d'un peintre itinérant, Andrew Andrews, dont le nom de naissance était Isaacs. Entre 1859 et 1862, Coleman étudie à Paris à l'atelier de Thomas Couture, puis il retourne aux États-Unis pour servir pendant la Guerre de Sécession dans l'armée nordiste où il est gravement blessé et se fait soigner à New York. Il est admis en 1865 à la National Academy of Design en tant qu'académicien associé. Il repart pour l'Europe en 1866 avec ses amis peintres William Morris Hunt et Elihu Vedder. 
Après un séjour à Paris et en Bretagne, il s'installe à Rome dans un appartement qui avait été autrefois occupé par le poète John Keats, puis déménage définitivement à Capri. Il transforme l'ancien couvent Santa Teresa en Villa Narcissus en 1870. Une partie de sa villa est dédiée à un « palais des arts » avec des antiquités et ses propres tableaux. Plus tard cette villa est acquise par Rose O'Neill, une riche amie américaine qui était illustratrice. Rose O'Neill lui permet d'habiter dans cette villa jusqu'à la fin de ses jours.
Ses œuvres ont été exposées aux États-Unis et en Angleterre.

## Quelques œuvres
- Étude de son ami Elihu Vedder
- Portrait du poète Walter Savage Landor
- Les Chevaux de bronze de Saint-Marc (1876, Whitney Museum of American Art)
- Le Vésuve vu de Pompéi (date inconnue, Detroit Institute of Arts)
- L'Éruption du Vésuve en 1906 (date inconnue, Brooklyn Museum)
- Dessins des fresques murales de l'église Saint-Ignace-de-Loyola de New York pour le département ecclésiastique de la Tiffany Glass and Decorating Company[5]
- Coignassier en fleurs, 1878, huile sur toile. Collection J. Harwood et Louise B. Cochrane d'art américain au Virginia Museum of Fine Arts[6]

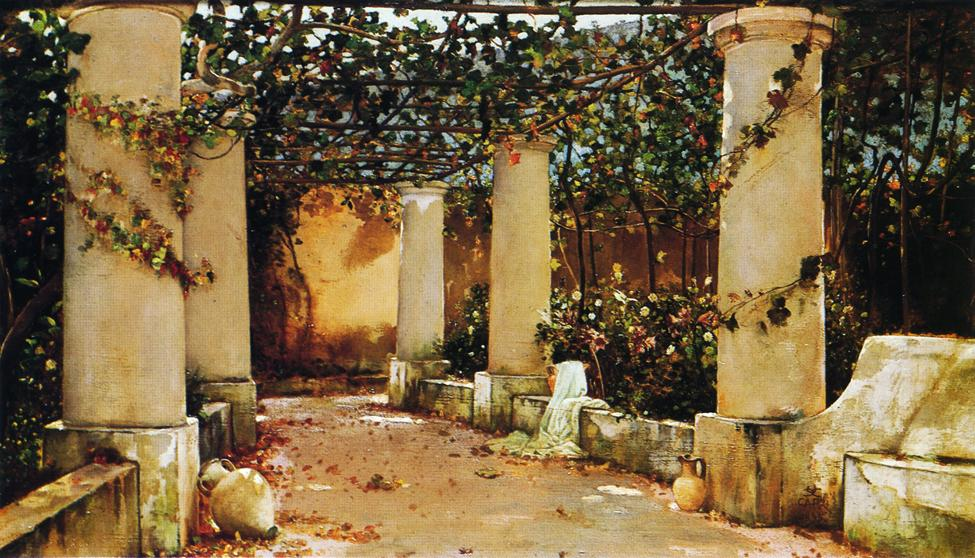
La Villa Castello (1895)
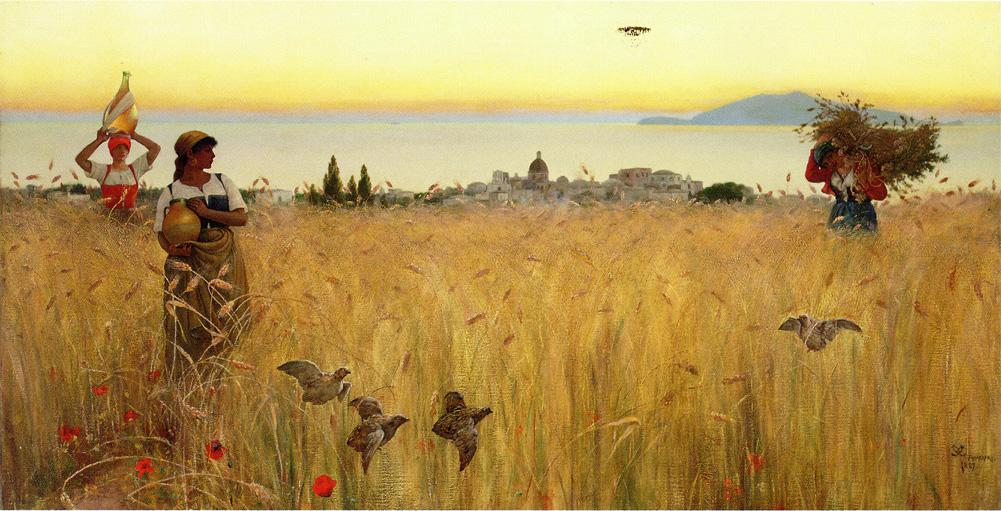
Femmes dans un champ de blé à Anacapri (1887), coll. part., acquis chez Christie's pour la somme de 600 000 dollars en 2004
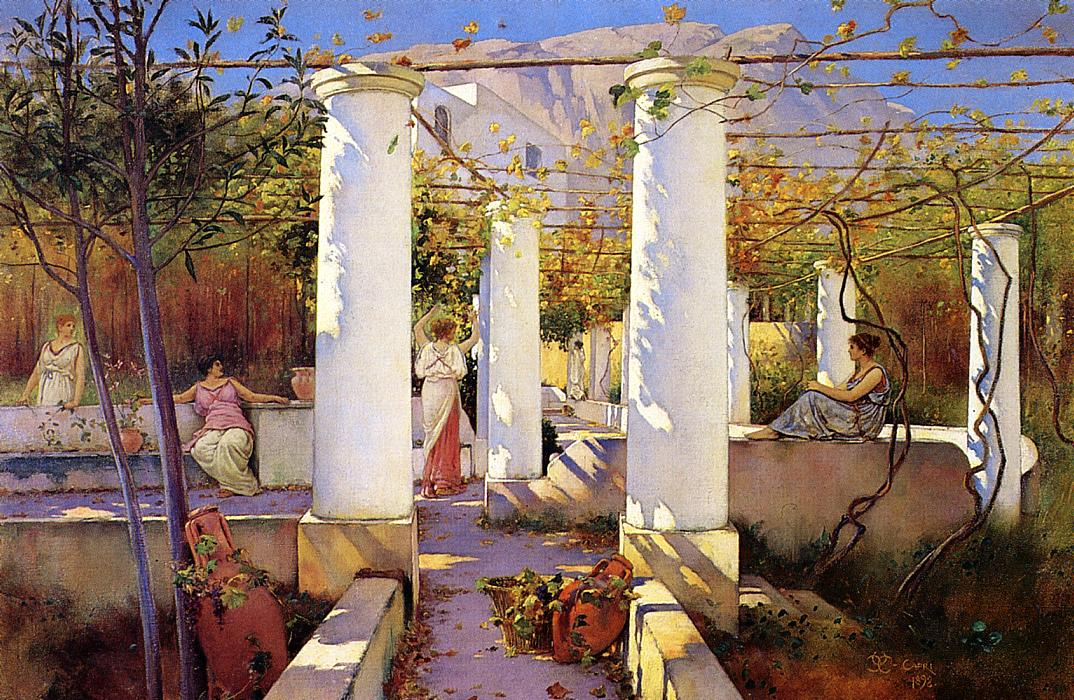
À l'ombre de la treille, Capri (1898)
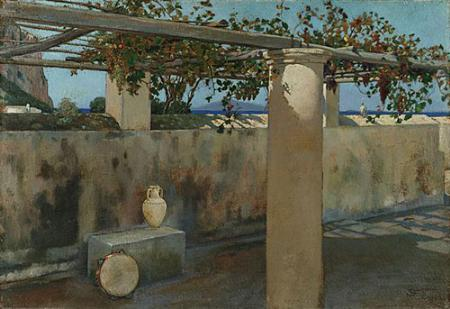
Pergola à Capri

## Notes et références

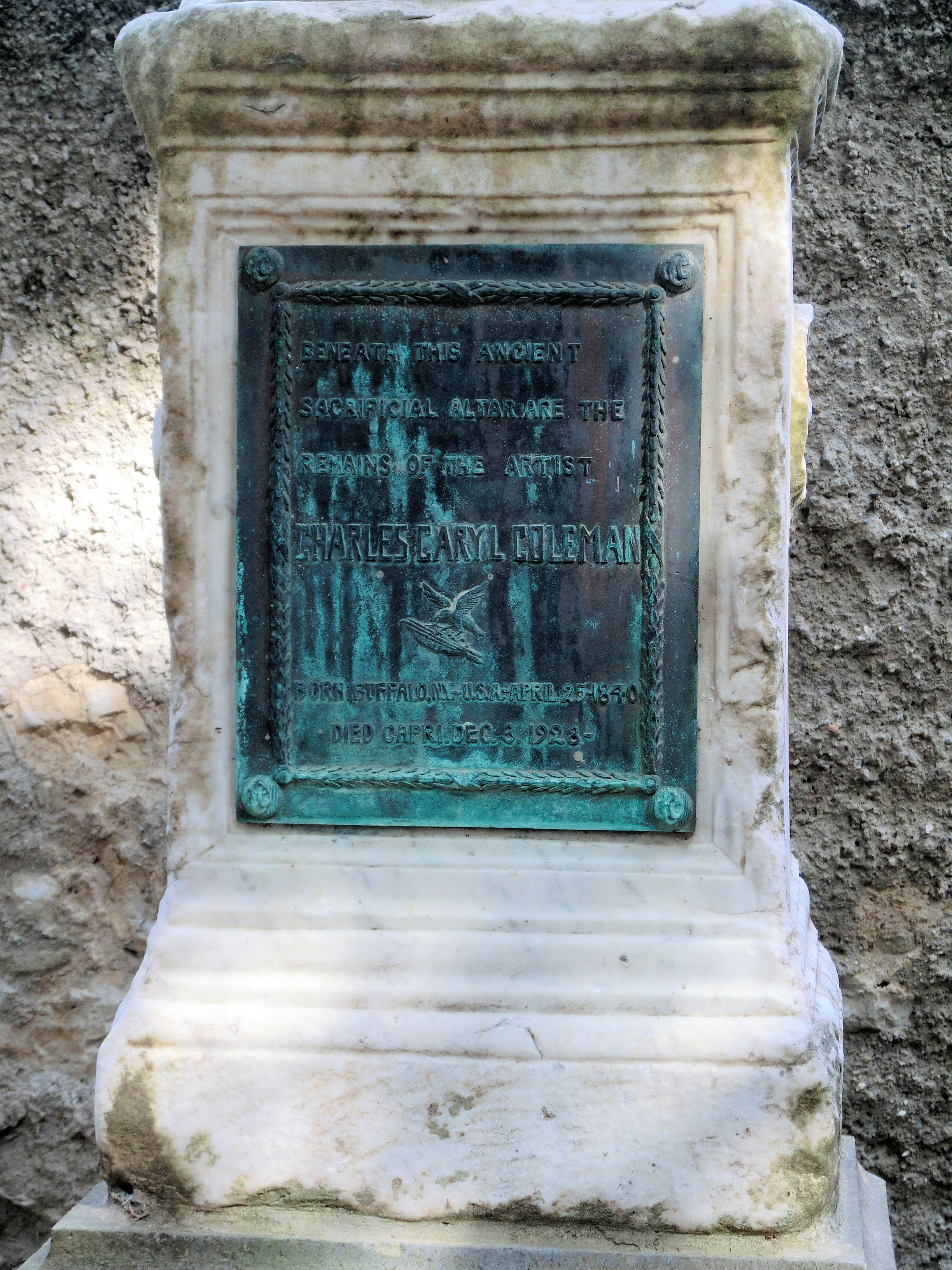
Tombe de Charles Caryl Coleman à Capri.